# نويل لورانس هيلمان
نويل لورانس هيلمان (بالإنجليزية: Noel Lawrence Hillman)‏ هو محامي وقاضي أمريكي، ولد في 1956 في ريد بانك (نيوجيرسي) في الولايات المتحدة.